# Такси (фильм, 2015)
«Такси» (перс. تاکسی‎) — иранский драматический фильм, вышедший на экраны в 2015 году. Обладатель «Золотого медведя» 65-го Берлинского международного кинофестиваля.
Режиссёром и исполнителем главной роли — таксиста — выступил Джафар Панахи. Это уже третий его фильм после картин «Это не фильм» и «Закрытый занавес», снятый вопреки судебному запрету на кинематографическую деятельность.

## Сюжет
Действие фильма происходит в такси, ездящем по улицам Тегерана. Таксист, в котором один из пассажиров узнаёт известного кинорежиссёра Джафара Панахи, которому, по предположению пассажира, приходится работать таксистом из-за полученного запрета на профессию, подвозит и снимает на камеру различных людей — карманного вора, учительницу,  раненого мотоциклиста с его женой, торговца контрафактными дисками, бывшего соседа, двух суеверных пожилых женщин, адвоката Насрин Сотоудех и забирает свою племянницу из школы. Через разговоры с этими людьми режиссёр создаёт образ современной жизни в Иране.

## Награды и номинации
- 2015 — два приза Берлинского кинофестиваля: «Золотой медведь»[5] и приз ФИПРЕССИ[6].
- 2015 — приз зрительских симпатий на Мумбайском кинофестивале.
- 2015 — участие в конкурсной программе кинофестиваля во Фрибуре.
- 2015 — участие в конкурсной программе Сиднейского кинофестиваля.
- 2016 — номинация на премию «Сезар» за лучший иностранный фильм.